# Московский вокзал (Тула)
Моско́вский вокза́л — пассажирский терминал узловой станции Ту́ла I-Ку́рская Тульского региона Московской железной дороги, крупнейший железнодорожный вокзал города Тулы.

## Краткая характеристика
Станция расположена на железнодорожной линии Москва — Курск (Курское направление Московской ЖД), имеются съезды на хордовую линию Вязьма — Сызрань в сторону Калуги I, Узловой I (через Тулу-Вяземскую (Ряжский вокзал). Ранее существовала Тула-Лихвинская узкоколейная железная дорога.
От станции отходят пути на Тульский машиностроительный завод, Тульский завод цепей, сахарорафинадный завод, цементный завод, АО «Желдормаш», в депо ТЭЧ-22 Тула.
На Московском вокзале имеются камеры наблюдения, кассы, оборудованные современными переговорными устройствами, справочное бюро, комнаты отдыха, багажное отделение, а также залы ожидания.
Московский вокзал города Тулы является достопримечательным местом — памятником истории и архитектуры.

## История
Первое здание вокзала было построено в 1867 году деревянным. В том же году в Тулу прибыл первый пассажирский поезд из Москвы, а в августе 1868 года было открыто пассажирское движение до Орла.
В 1869—1870 годах была проложена вторая колея и станции был присвоен первый класс, согласно которому здание вокзала станции должно было быть кирпичным. К 1868 году было построено двухэтажное каменное здание с фасадом и высокими полуовальными окнами, которые пропускали много света и придавали конструкции воздушность, и антресолями в концевых его частях. Отделка главного входа была выполнена строго и монументально. Операционный зал в середине отделял помещения пассажиров 1-го и 2-го классов от аналогичного для 3-го класса.
В здании имелись служебные и складские помещения. Для пассажиров имелся буфет и ресторан. Для ожидающих поезда на платформе были сделаны навесы у здания вокзала. В легком деревянном павильоне, находившимся слева от здания вокзала находилось багажное отделение. Здание вокзала было расположено в непосредственной близости к железнодорожным путям. Для удобства пассажиров была сооружена платформа с перроном, с которой осуществлялась посадка и высадка пассажиров. За зданием вокзала было расположено паровозное депо станции Тула. Оно было рассчитано на 27 паровозов и имело поворотный круг на 21 паровоз. При депо в 1872 году были открыты мастерские паровозного ремонта, одноэтажное здание которых располагалось на окраине станции вблизи железнодорожных путей в южную сторону. Оно сохранилось и в настоящее время. Существовало особое помещение для проживания паровозных кочегаров. Оно находилось недалеко от здания вокзала за помещением багажного отделения.
В 1913 году к основному зданию было пристроено новое, расположенное слева от него перпендикулярно к старому зданию. В 1953—1956 годах здание вокзала, который уже имел к тому времени название Московского, было реконструировано по проекту Б. Д. Сергеева, К. И. Гурьева и Р. Г. Челнокова. В своей старой части, построенной в 1868 году, вокзал получил мощный шестиколонный портик. На карнизе и аттике портика были сделаны барельефы и лепные детали. Получили новую отделку внутренние помещения вокзала. В главном его зале в верхней части стен были выполнены большие живописные картины на сюжеты героического труда и отдыха советских людей. В 1970-х годах справа от главного здания вокзала было сооружено здание пригородных касс и багажного отделения, были сделаны подземные переходы из здания вокзала на платформы первого и второго пути. В 2004—2009 годах была проведена последняя большая реконструкция платформ, здания вокзала.

## Пассажирское движение
На станции останавливаются поезда дальнего следования направлением в Баку, Белгород, Валуйки, Владикавказ, Днепр, Кременчуг, Кривой Рог, Курск, Льгов, Москву, Орёл, Пермь, Санкт-Петербург, Харьков. У некоторых поездов в Туле осуществляется смена видов тяги. В летнее время также назначаются дополнительные поезда в Анапу, Ейск, Новороссийск, Ростов-на-Дону, Сочи. Все они останавливаются на низких платформах к западу от вокзала.
Станция является конечной для пригородных поездов направлением в Москву и Орёл и для пригородных поездов на дизельной тяге (рельсовых автобусов) направлением в Калугу, Узловую и Урванку. Для дизельных и электропоездов на Москву к северу от вокзала существуют отдельные две высокие платформы с четырьмя тупиковыми путями. Рядом с тупиками расположено здание пригородных касс.
Транзитных маршрутов для пригородных дизель- и электропоездов в Тульской области не имеется. Транзитное движение осуществляется только для поездов дальнего следования, для всех пригородных и региональных маршрутов эта станция является конечной остановкой.

### Скоростное и ускоренное движение
| Дистанция                                        | Дистанция | Дистанция | Трасса следования                                                                              | Протяжённость | Время в пути | Тип поезда               | Вагонов |
| ------------------------------------------------ | --------- | --------- | ---------------------------------------------------------------------------------------------- | ------------- | ------------ | ------------------------ | ------- |
| Межрегиональное скоростное и ускоренное движение |           |           |                                                                                                |               |              |                          |         |
| Москва Курский вокзал                            | ↔         | Белгород  | Серпухов, Тула, Скуратово, Мценск, Орёл, Змиёвка, Глазуновка, Поныри, Золотухино, Курск, Ржава | 697 км        | 7 ч. 35 мин. | ЭС1 «Ласточка»           | 10      |
| Москва Курский вокзал                            | ↔         | Курск     | Серпухов, Тула, Скуратово, Мценск, Орёл, Змиёвка, Глазуновка, Поныри                           | 537 км        | 5 ч. 35 мин. | ЭС1 «Ласточка»           | 10      |
| Москва Курский вокзал                            | ↔         | Орёл      | Серпухов, Тула, Скуратово, Мценск                                                              | 383 км        | 3 ч. 47 мин. | ЭС1 «Ласточка»           | 10      |
| Москва Курский вокзал                            | ↔         | Тула      | Царицыно, Подольск, Серпухов, Тарусская, Ясногорск                                             | 194 км        | 2 ч. 20 мин. | ЭП2Д «Тульский экспресс» | 11      |

## Городской транспорт
В нескольких минутах ходьбы к северу от пригородных касс находится линейная станция трамвая «Московский вокзал», обслуживающая маршруты № 3 и 9. До 2015 года она была соединена с железнодорожным гейтом. Перед главным зданием вокзала, на площади Московского вокзала находится линейная станция троллейбуса «Московский вокзал», обслуживающая маршруты № 5, 7. Также через площадь Московского вокзала следуют автобусы № 2, 6, 13, 13А, 16, 26, 36, 36А, 71, 72, 114, 136, 158, 166, 169, 174, 178, 182 и маршрутные такси № 4, 12/15, 30, 35, 42, 54, 56, 61, 66, 158К, 164.

## В истории мировой литературы
На здании вокзала, со стороны 1-го пути установлена мемориальная доска в память о встрече в 1879 году русских писателей Льва Николаевича Толстого и Ивана Сергеевича Тургенева.

## Прочее
Между зданием вокзала и пригородными кассами находится памятник тулякам-оружейникам и воинам Первой Мировой войны, открытый в 2014 году. За зданием пригородных касс, на платформе № 1, находится памятник защитникам Тулы, открытый в 2015 году. Возле платформ пригородного сообщения находится памятник пожарным, открытый в 2021 году. На вокзале создан небольшой музей железнодорожной техники:
- бронепоезд «Тульский рабочий» в составе двух контрольных платформ, двух бронеплощадок, бронепаровоза, вагона-клуба, вагона-пекарни, штабного вагона,
- ручная дрезина,
- электромотриса АЧС2-549,
- вагон-салон для первых лиц государства,
- пожарный поезд в составе вагона-гаража с автомобилем ЗиЛ-130 АЦ-40, переоборудованного пассажирского вагона, цистерны и тепловоза ТГК2.